# Tormenta en el Paraíso
A Tormenta en el Paraíso (Vihar a paradicsomban), egy 2007-2008 között készült mexikói telenovella a Televisától. Főszereplői: Sara Maldonado, Erick Elías, Mariana Seoane és Alejandro Tommasi. A főcímdalt Alejandro Fernández adja elő, melynek címe: No se me hace fácil. A sorozat Magyarországon még nem került adásba.

## Történet
|  | Alább a cselekmény részletei következnek! |

1519.: A maja pap, Ahzac felfedezi, hogy lánya, Ixmy beleszeretett egy fehér emberbe, annak ellenére, hogy apja úgy rendelkezett, hogy a lányt feláldozza az isteneknek egy nagy értékű aranykinccsel és egyedülálló méretű fekete gyönggyel együtt. Ahzac dühében örökre elátkozza lányát, és mindenkit, aki hozzáér a fekete gyöngyhöz: „akinek kezébe kerül a gyöngy, az sosem fogja megismerni a boldogságot!”

1987.: Két kutató, Hernán Lazcano és Eliseo Bravo a korallzátonyok körül kutatnak az elveszett maja kincs után Cozumelben, és megtalálják a fekete gyöngyöt. Amikor Hernán megérinti a gyöngyöt Ahzac átka megfogan. Hernán meghal egy balesetben, magára hagyva feleségét, Analy-t, és újszülött kislányukat, Aymart. 
Eliseo visszatér Veracruzba az arannyal és a fekete gyönggyel együtt, azonban az átok őt is utoléri. Felesége, María Teresa elhagyja őt, magára hagyva három kisfiúkat, Davidot, Nicolást és Leonardót. Eliseo az „El Paraíso” birtokra költözik fiaival együtt.
 
Húsz évvel később.: Aymar találkozik Nicolás-szal és egymásba szeretnek, azonban boldogságuk útjába áll Maura Durán, aki mostohaanyjával, Luisa Duránnal együtt szeretné megkaparintani a Bravo-vagyont. Maura Karina Rosemberg személyazonossága alatt férkőzik a Bravo-család közelébe. Mivel nem tudja, hogy a három fiútestvér közül melyik az örökös, így mindhármat elcsábítja.
|  | Itt a vége a cselekmény részletezésének! |

## Szereplők
- Sara Maldonado ... Aymar Lazcano Mayú - Analy és Hernán lánya
- Erick Elías ... Nicolás Bravo - Ügyvéd. Eliseo és María Teresa fia, David és Leonardo testvére
- Mariana Seoane ... Maura Durán - Roque Durán lánya, Luisa mostohalánya
- Alejandro Tommasi ... Eliseo Bravo - Nicolás, David és Leonardo édesapja
- Ernesto D'Alessio ... Leonardo Bravo - Eliseo és María Teresa fia, David és Nicolás testvére
- René Strickler ... Hernán Lazcano - Analy férje, Aymar édesapja
- Eugenia Cauduro ... Analy Mayú - Hernán felesége, Aymar édesanyja
- Manuel Ojeda ... Pablo Solís - Kapitány
- Ingrid Martz ... Karina Rosemberg 'Sirenita' - Aymar barátnője
- Aarón Hernán ... Augusto atya - Pap
- Frances Ondiviela ... María Teresa Bravo - Eliseo felesége, David Nicolás és Leonardo édesanyja
- Ursula Prats ... Luisa Durán - Maura mostohaanyja
- Macaria ... Paloma Bravo - Lisando édesanyja
- Delia Casanova ... Micaela Trinidad - Lucio testvére, Solís kapitány barátnője
- Adalberto Parra ... Nakuk
- Oscar Tráven ... Mario Abascal - Raúl édesapja
- Israel Jaitovich ... Roque Durán - Maura édesapja
- Alejandro Ávila ... Víctor - María Teresa szeretője
- Archie Lanfranco ... Manuel de Molina “Hombre Blanco”
- Patricio Cabezut ... Barraza - Maura ügyvédje
- Evelio Arias ... Tacho - Aymar és Rigo barátja
- Ivonne Ley ... Celina Trinidad - Lucio és Carmela lánya
- Ferdinando Valencia ... Lisandro Bravo - Eliseo és Paloma fia, Nicolás testvére
- Arturo Posada ... Rigo - Aymar és Tacho barátja
- Federico Pizarro ... Raúl Abascal - Mario fia
- Salvador Ibarra ... Cirilo - Paloma barátja
- Ricardo Guerra ... Cuco - David barátja
- Juan Carlos Serrán ... Lucio Trinidad - Carmela férje, Celina édesapja
- Maribel Fernández ... Carmela de Trinidad - Lucio felesége, Celina édesanyja
- Pietro Vanucci ... Botel
- Vicente Herrera ... Aquilino - Maura és Luisa bűntársa
- Patricia Martínez ... Donata
- Dobrina Cristeva ... Cleotilde - Micaela barátja
- Marco Uriel ... Dr. Andrés Gutiérrez - Orvos
- José Carlos Ruiz ... Ahzac - Maja pap, Ixmy édesapja
- José Luis Reséndez ... David Bravo - Eliseo és María Teresa fia, Nicolás és Leonardo testvére
- Alejandra Procuna ... Marta Valdivia - José Miguel exbarátnője
- Julio Camejo ... José Miguel Díaz Luna - Rosalinda fia
- Diego Denver
- Flor Procuna ... Rosalinda Luna - José Miguel édesanyja
- Erika Buenfil ... Patsy Sandoval Montalban - Penelope édesanyja
- Magda Guzmán ... Yolanda de Viuda de Luna - José Miguel nagynénje
- Humberto Elizondo ... Alberti - Maura ügyvédje
- Xavier Ortíz ... Emilio
- Arturo García Tenorio
- Carlos Cámara Jr. ... Isaac Rosemberg - Karina nagybátyja
- Liz Vega ... Lizesca
- Kelchie Arizmendi ... Brisa
- Esteban Franco - Miniszter
- Mar Contreras ... Penélope Montalban - Patsy lánya
- Anastasia ... Leonor
- Vielka Valenzuela ... Méndez - Ügyvéd
- Lupita Jones
- Christian Vega ... Hernán Nicolás Bravo Lazcano - Aymar és Nicolás fia
- Emilio ... Eliseo David Bravo Valdivia  - Marta és David fia
- Darey ... Leonardo 'Leonardito' Bravo Durán - Maura és Leonardo fia
- Ximena Said ... Karina Rosemberg (fiatal)

## Fordítás
- Ez a szócikk részben vagy egészben  a   Tormenta en el paraíso című spanyol Wikipédia-szócikk fordításán alapul.  Az eredeti cikk szerkesztőit annak laptörténete sorolja fel. Ez a jelzés csupán a megfogalmazás eredetét és a szerzői jogokat jelzi, nem szolgál a cikkben szereplő információk forrásmegjelöléseként.